# Nordin Benallal
Nordin Benallal (Sint-Gillis, 1979), ook De Paling genoemd, is een Belgische misdadiger van Marokkaanse afkomst, die een vijftigtal overvallen pleegde. Hij staat bekend om het feit dat hij reeds 4 keer uit de gevangenis wist te ontsnappen.

## Biografie

### Jeugd
Nordin Benallal was het zesde kind in een gezin van elf. Tot zijn 17de leidde hij een normaal leven en wilde trapezeacrobaat worden. In 1992 figureerde hij in een reclamefilmpje van de Duitse spoorwegen en speelde een rolletje in de film "La tête à l' envers" van Violaine de Villers. In 1997 werd hij van school gestuurd omdat hij een leraar mechanica zou hebben bedreigd. Het zou echter om een andere jongen van Marokkaanse afkomst zijn gegaan, gezien Benallal geen mechanica studeerde. Hij vond dat hem groot onrecht was aangedaan en hing voortaan rond op straat in plaats van op school.

### Eerste veroordeling
Hij begon met diefstallen en werd op 30 oktober 1998 door de correctionele rechtbank te Brussel tot vijf jaar cel effectief veroordeeld wegens diefstal met geweld.

### Tweede veroordeling
In 2000 pleegde hij samen met een bende een hele reeks gewapende overvallen. Op 2 mei 2000 werd een juwelier in Itter zo hevig verwond met een pistool in zijn oog, waardoor hij er levenslang gezichtsverlies aan over hield. In de nacht van 11 op 12 juni 2000 gijzelde hij met enkele vrienden 30 gasten in een restaurant in Kasteelbrakel. Toen iemand de sleutels van een auto trachtte af te pakken schoot Benallal de man door de kuit. De man zou in januari 2003 na vele operaties aan deze verminking bezwijken.
Op 26 september 2000 werd Benallal opnieuw opgepakt. Hij ontkende zelf gevuurd te hebben, maar weigerde zijn handlangers te verklikken. Hij ontsnapte een eerste maal op 2 oktober en nog eens in december. Door te doen alsof hij een voetletsel had strompelde hij 5 dagen lang op krukken rond. Tijdens zijn overbrenging naar de raadkamer maakte hij zijn handboeien los, smeet zijn krukken weg en ontsnapte uit de boevenwagen. Hij stal een vrachtwagen en vluchtte eerst naar Spanje en vervolgens naar Tanger, Marokko.

### Derde veroordeling
Op 9 januari 2001 keerde hij terug naar België en werd prompt opnieuw ingerekend. Dankzij zijn 15-jarige jongere broer, Younes, die hem in de gevangenis opzocht wist Benallal in een vermomming te ontsnappen. Nordins ouders waren razend op hun zoons vanwege deze ontsnapping. Zes weken later werd Benallal opnieuw gearresteerd en in een isoleercel geplaatst.
Op 13 februari 2004 werd hij opnieuw in beroep veroordeeld tot 12 jaar cel wegens 53 inbraken, overvallen en diefstallen. Amper enkele maanden later, op 8 augustus, ontsnapte hij via een touw dat van buitenaf over de gevangenismuur van Nijvel was gegooid. Het was eigenlijk voor een andere gevangene bestemd maar Benallal greep zijn kans, klom erover en nam de vluchtauto die vlakbij was geparkeerd.

### Vierde en vijfde veroordeling
De man werd op 15 augustus 2004 weer opgepakt na een chaotische achtervolging, waarbij hij twee agenten in Sint-Jans-Molenbeek zou hebben beschoten en verwond. Men veroordeelde hem op 5 januari 2007 tot nog eens 12 jaar cel. Benallal ging hierop in hongerstaking, maar onderbrak deze weer na een week.
Op 28 oktober 2007 ontsnapte Benallal voor de vierde keer en op spectaculaire wijze: per helikopter. Hij vluchtte naar Nederland waar hij in Den Haag een overval pleegde en in 2008 ter plekke werd gearresteerd. Hij kreeg hiervoor 54 maanden celstraf. Zijn mededader, Yasin Mejnoun, kreeg voor deze overval 42 maanden celstraf. Op 19 oktober 2010 is Benallal weer uitgeleverd aan België.